# Antoni de Bourbon

Herb Antoniego jako króla Nawarry

Antoni de Bourbon-Vendôme, fr. Antoine de Bourbon, duc de Vendôme (ur. 22 kwietnia 1518, zm. 17 listopada 1562) – głowa rodu Burbonów w latach 1537–1562, król Nawarry w latach 1555–1562.
Urodził się w La Fère, w Pikardii (Francja), jako najstarszy syn Karola IV, księcia Vendôme (1489–1537), i jego żony Franciszki d’Alençon (zm. 1550). Jego młodszym bratem był Ludwik I, książę Condé i Karol, arcybiskup Rouen i kardynał.
20 października 1548, w Moulins poślubił Joannę d’Albret, córkę króla Henryka II d’Albret i królowej Małgorzaty d’Angoulême. W 1555 zmarł teść Antoniego i Joanna została królową Nawarry, a Antoni przez to małżeństwo został nie tylko królem, lecz także hrabią Foix, Bigorre, Armagnac i Périgord oraz wicehrabią Béarn. Królestwo Nawarry od 1512 było okupowane przez Hiszpanię, a Antoni próbował uzyskać niepodległość dla Nawarry. Był gotowy do poświęcenia wszystkiego, aby osiągnąć swój cel. Nie był człowiekiem religijnym i zmieniał wyznanie kilka razy. Jego nawrócenie się na katolicyzm poróżniło go z żoną. Antoni miał też romans z Louise de la Béraudièrede l’Isle Rouhet (1530–po 1586), nazywaną la belle Rouhet, z którą miał syna:
- Karola III, arcybiskupa Rouen (1554–1610).

Brat Antoniego – Ludwik był przywódcą partii hugenotów (francuskich protestantów) i większość swojego życia spędził walcząc z królem Francji. Katarzyna Medycejska, królowa-regentka podczas małoletności króla Karola IX w 1561 nadała Antoniemu tytuł naczelnego generała Francji. Wtedy w 1562 jego żona pozwoliła Hugenotom przejąć kaplicę Vendôme i kościoły w mieście. Antoni zagroził, że odeśle ją do zakonu, a ona skryła się w Béarn.
Antoni był próżny i miał chwiejny charakter. Często rozczarowywał swoich zwolenników, był manipulowany przez swoich zwierzchników i wykorzystywany przez doradców. Poprowadził oblężenie Rouen i został tam śmiertelnie ranny 3 lub 13 listopada 1562. Zmarł kilka dni później w Les Andelys, Eure.

## Życie prywatne
- Henryk de Bourbon, książę Beaumont (1551–1553),
- Henryk IV, król Francji (1553–1610),
- Ludwik de Bourbon, hrabia Marle (1555–1557),
- Magdalena de Bourbon (1556),
- Katarzyna (1559–1604), żona Henryka I, księcia Lotaryngii.